# St. Maria Goretti (Meinersen)

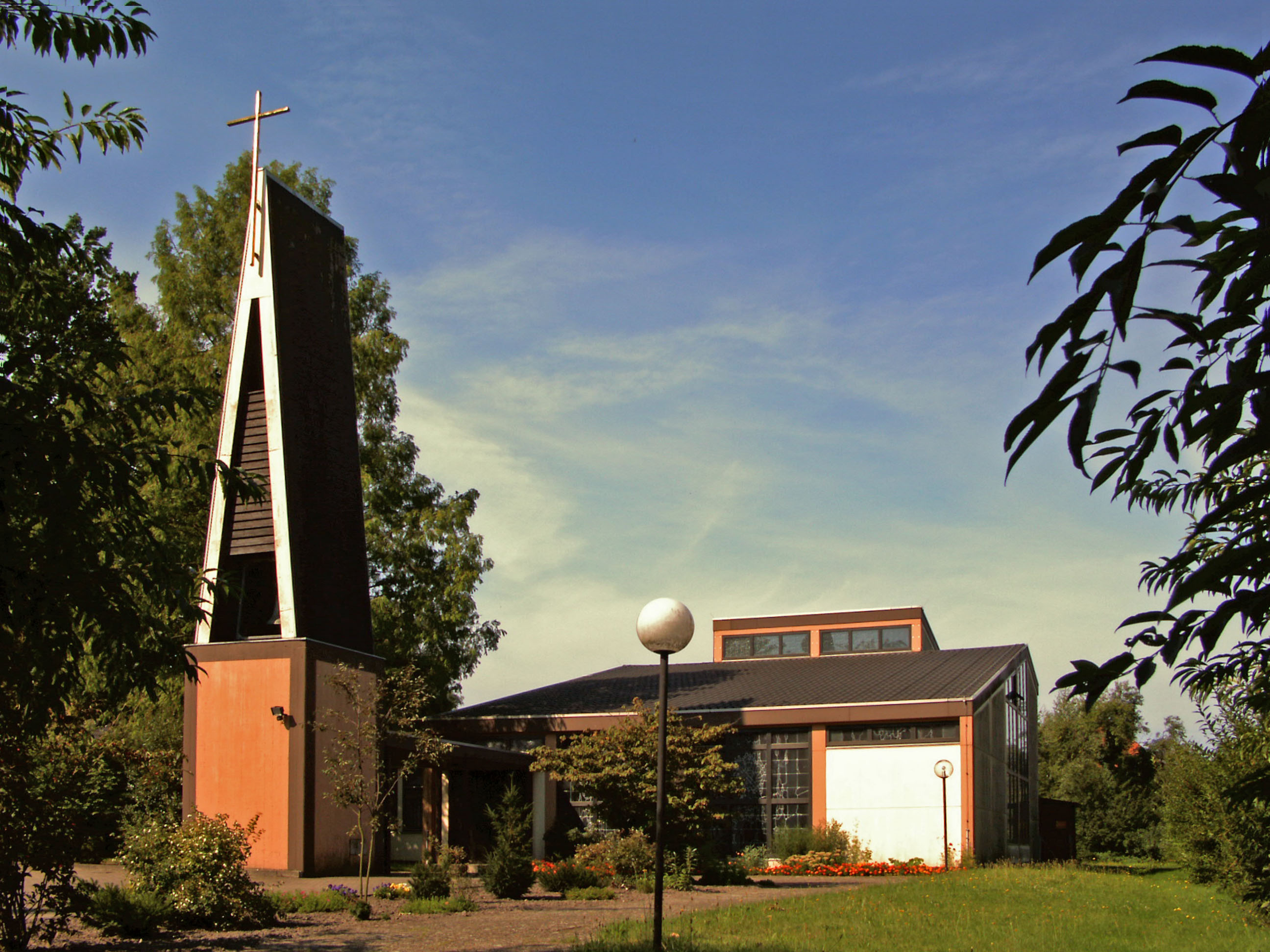
St. Maria Goretti (2008)

Die Kirche Sankt Maria Goretti war die katholische Kirche in Meinersen, einer Gemeinde im Westen des Landkreises Gifhorn in Niedersachsen. Die zuletzt zur Gifhorner Pfarrgemeinde St. Altfrid gehörende Kirche war die westlichste Kirche im Dekanat Wolfsburg-Helmstedt und die erste Kirche im Dekanat, die profaniert wurde. Im Bistum Hildesheim war sie die letzte nach der Heiligen Maria Goretti benannte Kirche.

## Geschichte

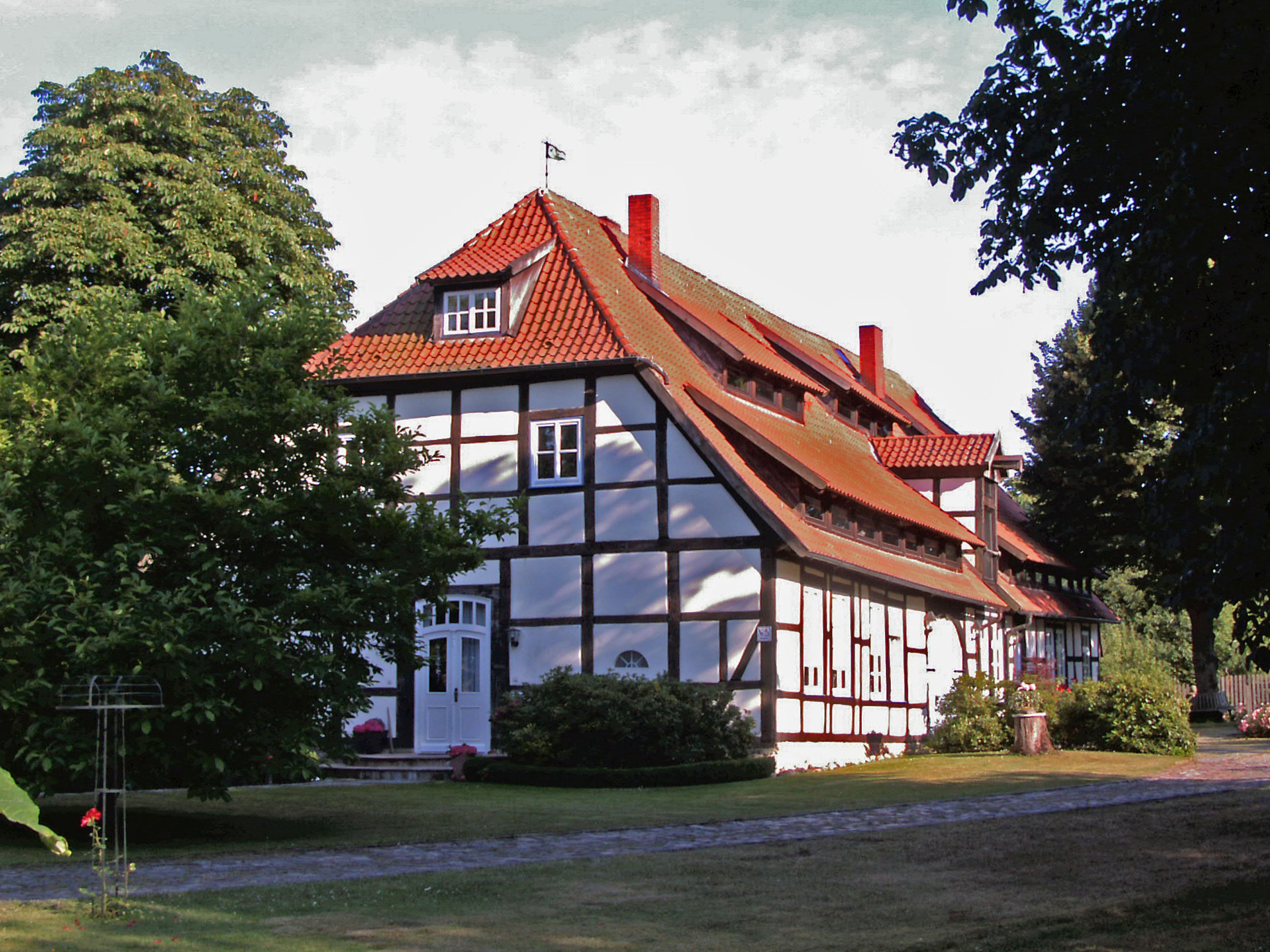
Ehemaliges Amtsgerichtsgebäude, in dem sich von 1960 bis 1977 die Kapelle St. Maria Goretti befand

Im 16. Jahrhundert wurde die Bevölkerung im Raum Meinersen durch die Einführung der Reformation evangelisch-lutherisch.
Im Zuge der Flucht und Vertreibung Deutscher aus Mittel- und Osteuropa 1945–1950 siedelten sich wieder Katholiken in Meinersen und den umliegenden Dörfern an. Zunächst fanden katholische Gottesdienste in Meinersen in einem Saal oder in der evangelischen St.-Georg-Kirche statt.
Am 1. April 1959 wurde das Amtsgericht Meinersen aufgelöst, sein Gebäude (Hauptstraße 2b) wurde vom Landkreis Gifhorn erworben. Ab April 1960 wurde es von der katholischen Kirche gemietet, die in ihm die Kapelle St. Maria Goretti einrichtete. Der Einbau der Kapelle erfolgte 1960 durch Architekt Hans Hübscher aus Wolfsburg, große Teile des Inventars waren Spenden aus den Niederlanden. Am 6. November 1960 erfolgte die Weihe der Kapelle durch Bischof Heinrich Maria Janssen. Heute wird das Gebäude zu Wohnzwecken genutzt.
Da der Pachtvertrag für die Kapelle ablief und das Gebäude baufällig geworden war, wurde stattdessen die Kirche errichtet. 1972 wurde das Baugrundstück an der Lindenstraße erworben, und 1976 begann der Bau der Kirche. Am 24. September 1977 erfolgte ihre Grundsteinlegung durch Dechant Martin Verdiesen und bereits am 17. Dezember desselben Jahres durch Weihbischof Heinrich Machens ihre Weihe.
Die Kapelle, später Kirche, gehörte zunächst zur Pfarrgemeinde St. Bernward in Gifhorn, ab dem 1. August 2004 mit St. Bernward zu St. Altfrid in Gifhorn. Seit dem 1. November 2006 gehört die Kirche zum damals neu gegründeten Dekanat Wolfsburg-Helmstedt, zuvor gehörte sie zum Dekanat Wolfsburg.
Auf Grund zurückgehender Finanzmittel, aber auch der geringer werdenden Zahl von Priestern und Kirchenmitgliedern erfolgte 2009 im Bistum Hildesheim eine Einstufung aller Kirchen nach ihrer künftigen Notwendigkeit. Damals wurde die St.-Maria-Goretti-Kirche als „für die pastorale Entwicklung nicht unbedingt notwendig“ angesehen und zur Schließung vorgesehen. Anfang 2014 beschloss das Bistum Hildesheim, die Schließung dieser Kirche umzusetzen.
Am 24. September 2014 erfolgte ihre Profanierung durch Generalvikar Werner Schreer. Die Kirche wurde verkauft und 2015 abgerissen, noch im selben Jahr wurden auf ihrem Grundstück drei Wohnhäuser erbaut. Die Glocke der Kirche hängt seit 2021 auf dem katholischen Friedhof in Gifhorn. Heute sind die St.-Bernward-Kirche in Gifhorn und St.-Matthias-Kirche in Uetze mit jeweils rund 13 Kilometer Entfernung die nächstgelegenen katholischen Kirchen.

## Architektur und Ausstattung

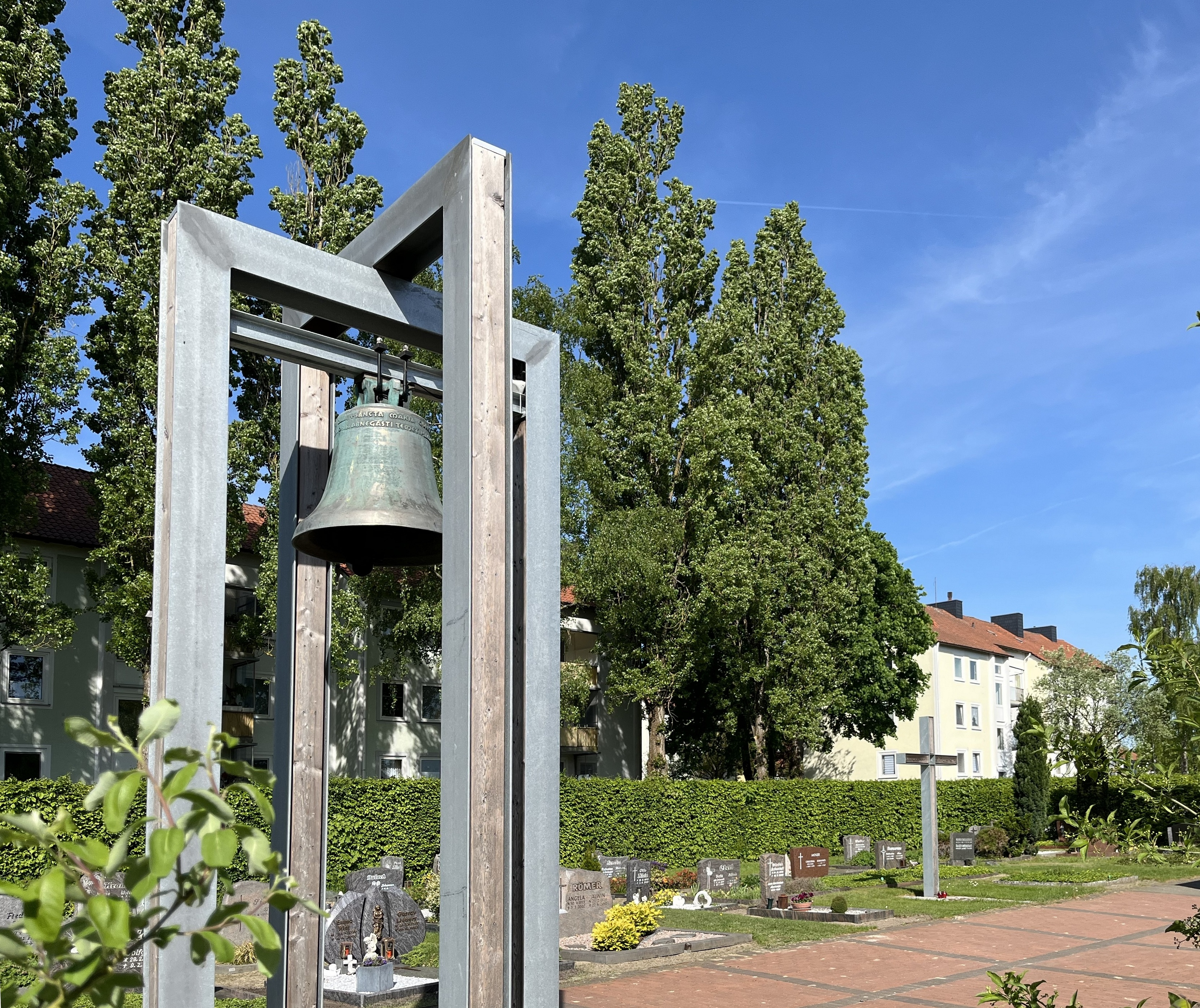
Glocke der Kirche auf dem katholischen Friedhof in Gifhorn (2025)

Die in etwa 52 Meter Höhe über dem Meeresspiegel gelegene Kirche stand auf dem Grundstück Lindenstraße 1a. Sie wurde vom Diözesanbauamt unter der Leitung von Josef Fehlig in Fertigteilbauweise errichtet und verfügte über rund 140 Sitzplätze. Im freistehenden, kreuzbekrönten Glockenturm befand sich eine Glocke von 1979, die heute auf dem katholischen Friedhof in Gifhorn hängt. Der Tabernakel war mittig an der Rückwand des Altarraumes platziert, über dem Altar befand sich ein Kruzifix. Neben dem Altarraum befand sich eine Mariendarstellung, vor der Opferkerzen entzündet werden konnten. Der aus Ton gebrannte, 15 Stationen umfassende Kreuzweg stammte aus den 1990er Jahren. An der Ostseite des Kirchenraumes befanden sich das Taufbecken, eine Statue der heiligen Maria Goretti, eine Orgel und ein Beichtraum. Die Fenster entwarf Nikolaus Bette, die Ausführung erfolgte durch die Glasmalerei Peters. Das Fenster an der Nordseite zeigte die Herabkunft des Heiligen Geistes. Südlich an den Kirchenraum angrenzend, und von ihm durch Falttüren getrennt, befanden sich die Gemeinderäume.

### Orgel
Die Pfeifenorgel wurde ungefähr in den 1960er Jahren vom Orgelbauunternehmen Emanuel Kemper für die Musikschule Essen gefertigt. Das Schleifladen-Instrument mit mechanischer Traktur verfügte über fünf Register, die sich auf ein Manual und Pedal verteilten. Die Schleifenteilung liegt zwischen h und c1. 1981 erfolgte ein Umbau durch Günter Graun aus Burgdorf, von dem auch die Kirchengemeinde in Meinersen die Orgel erwarb.
| Manual C–f3     |       |
| Holzgedackt     | 8′    |
| Rohrflöte       | 4′    |
| Prinzipalquinte | 2 ⁄3′ |
| Oktave          | 2′    |
| Zimbel III      | 2⁄3′  |

| Pedal C–d1 |
| angehängt  |